# Xả súng Auckland 2023
Vào sáng ngày 20 tháng 7 năm 2023, một vụ xả súng hàng loạt đã xảy ra tại một công trường xây dựng ở khu thương mại trung tâm của Auckland. Tay súng được xác định là Matu Tangi Matua Reid, 24 tuổi, đã giết chết hai đồng nghiệp bằng một khẩu súng ngắn, làm bị thương bảy người khác, trong đó có một sĩ quan cảnh sát, rồi tự sát.
Một vụ xả súng gây chết người riêng biệt, không liên quan cũng xảy ra trên cùng một con phố ở Auckland CBD vào ngày 3 tháng 8 năm 2023.

## Vụ xả súng
Matu Tangi Matua Reid bước vào tòa nhà Số 1 đường Queen Street ở Khu thương mại trung tâm Auckland (Auckland CBD) với một khẩu súng ngắn nạp đạn kiểu bơm vào ngày 20 tháng 7 năm 2023. Tòa nhà 21 tầng gần Trung tâm thương mại Commercial Bay, vốn mở cửa lần đầu vào năm 1973 và đang được cải tạo như một phần của dự án tái phát triển Commercial Bay, với kế hoạch xây dựng văn phòng và khách sạn. Reid đã từng làm việc tại công trường xây dựng, và vụ nổ súng được cho là có liên quan đến công việc của anh ta ở đó.
Reid di chuyển qua tòa nhà và nổ súng vào khoảng 7:20 sáng (NZST), giết chết hai công nhân xây dựng là đồng nghiệp của anh ta. Nhiều người khác bị thương. Cảnh sát đến lúc 7:34 sáng, với Biệt đội chống Tội phạm có vũ trang (AOS) đến bốn phút sau đó. Các cảnh sát tiến vào tòa nhà trong khi Reid đang nổ súng và đã tìm thấy anh ta ở các tầng trên của tòa nhà, nơi anh ta cố thủ trong một trục thang máy. Reid đã bắn cảnh sát, trúng một sĩ quan, trước khi cảnh sát bắn trả. Reid sau đó được tìm thấy đã chết vì tự trúng đạn của mình. Đây là vụ xả súng hàng loạt đầu tiên ở New Zealand kể từ Vụ xả súng tại nhà thờ Hồi giáo Christchurch năm 2019.

## Thủ phạm
Reid đã từng nhận bản án tại cộng đồng vì gây ra một vụ hành hung vào năm 2020. Anh ta còn phạm thêm tội trong một vụ bạo lực gia đình vào năm 2021, khi đang chấp hành bản án trước đó. Vì vậy, anh ta đã bị kết án 5 tháng quản thúc tại gia vào tháng 3 năm 2023, vì các tội chặn thở (siết cổ), cố ý gây thương tích và "nam hành hung nữ". Anh ta đã trải qua 5 tháng bị giam giữ trong lúc chờ tuyên án và thời gian giam giữ tại gia của anh ta theo đó đã được giảm bớt so với thời gian lẽ ra phải có. Reid được phép rời khỏi nhà để đi làm trong thời gian bị giam giữ.  Anh ta không có giấy phép sử dụng súng.

## Phản ứng

### Ứng phó khẩn cấp
Khu vực ngay xung quanh ngã tư các đường Queen Street / Quay Street đã bị phong tỏa. Vụ xả súng thu hút sự chú ý do bình thường New Zealand không xảy ra vụ nổ súng nào.
Thủ tướng New Zealand Chris Hipkins đã đưa ra một thông cáo báo chí, nói rằng không có rủi ro an ninh quốc gia và sẽ không có thay đổi nào về mức độ đe dọa khủng bố của quốc gia.
Auckland Transport, công ty vận hành bến phà, xe lửa và xe buýt gần vị trí xảy ra vụ việc, ban đầu không đóng dịch vụ phà mà chỉ chuyển hướng xe buýt ra khỏi ga Ga Britomart gần đó. Cuối ngày, họ thông báo rằng họ sẽ tiến hành xem xét phản ứng của mình để đảm bảo an toàn cho hành khách, đặc biệt là trong trường hợp của bến phà.
Ngày 21 tháng 7, giám đốc điều hành Dịch vụ Xe cứu thương Khẩn cấp Hato Hone St John, Stuart Cockburn, xác nhận rằng lực lượng ứng cứu khẩn cấp đã điều trị cho 10 người, 7 người trong số họ bị thương do đạn bắn. Một trong những người bị thương là một sĩ quan cảnh sát, là người đã bị thương "đáng kể".

### Điều tra
Ngày 20 tháng 7, Hipkins xác nhận rằng Cảnh sát New Zealand sẽ mở một cuộc điều tra đầy đủ về vụ xả súng, bao gồm cả cách thủ phạm Reid lấy được khẩu súng và liệu có bất kỳ vấn đề nào được báo trước hay không. Cùng ngày, Cục Cải chính (Department of Corrections) đã mở một cuộc điều tra về việc quản lý quá trình quản thúc Reid tại nhà.
Đến ngày 23 tháng 7, lực lượng chức năng đã trục vớt được thi thể của hai nạn nhân. Họ được xác định là Solomona Toʻotoʻo và Tupuga Sipiliano.

### Giải vô địch bóng đá nữ thế giới 2023
Vụ xả súng xảy ra vào ngày khai mạc và trận đấu đầu tiên của Giải vô địch bóng đá nữ thế giới 2023 đang diễn ra tại Auckland. Đây là giải đấu do Úc và New Zealand đồng tổ chức. Theo kế hoạch, lễ khai mạc và trận đấu giữa New Zealand và Na Uy sẽ diễn ra vào tối ngày 20 tháng 7 tại Eden Park. Địa điểm tổ chức đã được tăng cường an ninh như một biện pháp "trấn an". Trong bài phát biểu đầu tiên của mình về vụ án, Hipkins thừa nhận rằng "rõ ràng việc FIFA World Cup bắt đầu vào tối nay sẽ có rất nhiều con mắt đổ dồn về Auckland", cho biết chính phủ New Zealand đã nói chuyện với FIFA và World Cup sẽ diễn ra như kế hoạch. Một đại diện của Liên đoàn bóng đá Úc nói rằng vụ nổ súng không liên quan đến World Cup.
Vụ việc diễn ra bên ngoài Khách sạn M, là nơi ở của đội tuyển Na Uy trước trận đấu, và gần khu vực dành cho người hâm mộ. Đội trưởng Na Uy Maren Mjelde nói rằng dù các thành viên của đội bị trực thăng cảnh sát đánh thức, họ "luôn cảm thấy an toàn". Các cầu thủ khác đang ăn sáng ở tầng trệt và bị lực lượng an ninh giữ bên trong khi lệnh phong tỏa được áp dụng. Người phát ngôn của đội nói rằng quá trình chuẩn bị cho trận đấu của Na Uy không bị ảnh hưởng. Đội tuyển Ý, đang ở trong một khách sạn gần đó, không thể rời đi để tham gia buổi tập do cảnh sát bao vây. Các đội tuyển quốc gia khác ở Auckland không bị ảnh hưởng.
Lễ hội Người hâm mộ FIFA (FIFA Fan Festival) đã được lên kế hoạch khai mạc vào ngày 20 tháng 7 tại The Cloud của Auckland CBD, nhưng đã đã phải chuyển sang khai mạc vào trưa ngày 21 tháng 7. Những phút mặc niệm được cử hành trong lễ khai mạc (một ở Auckland và một ở Sydney, Úc) và trước các trận khai mạc để tưởng nhớ các nạn nhân của vụ xả súng.